# Solesmes, Nord

Solesmes este o comună în departamentul Nord, Franța. În 1 ianuarie 2022 avea o populație de 4.193 de locuitori.